# 奥瓦达区
奥瓦达区（英語：Ovda Regio）是金星上的一个区，它构成阿佛洛狄忒高地的西部区域。麦哲伦探测器拍摄的图像显示，它的地表复杂，带有数种地质年代结构。一系列蔓延的不规则穹顶山和山脊连接着弯曲、地面覆盖着熔岩流的峡谷，然后断裂；图像西边，被黑色熔岩流包围的圆形特征是一个火山口，或大型火山塌陷坑，后期扩展形成狭长的地堑，或视为断陷谷地。奥瓦达区的北部边界是由长、窄而圆的山脊构成的陡峭、弯曲的山脉带，这些山脊外观与地球上的褶皱山带类似；数个撞击坑分布在该区域；麦哲伦探测器图像东南部的高亮区表示存在如黄铁矿等反射雷达波的矿物质，金星上大部分高原地区都显示了类似的高亮信号。
奥瓦达区复杂的内部结构证明了它构造变迁的悠久历史。